# EchoStar 23
EchoStar 23, или EchoStar XXIII, — геостационарный спутник связи, принадлежащий американскому спутниковому оператору, компании EchoStar Corporation. Предназначен для предоставления телекоммуникационных услуг Бразилии.
Спутник построен на базе космической платформы SSL-1300 американской компанией Space Systems/Loral, контракт подписан в апреле 2014 года. Для создания спутника использована уже существующая платформа частично собранного, но отменённого в 2008 году спутника CMBStar 1 (EchoStar 13). Стартовая масса — около 5500 кг.
Будет располагаться на орбитальной позиции 44,9° западной долготы.
Запуск спутника планировался на 3 квартал 2016 года ракетой-носителем Falcon 9, но был отложен из-за взрыва ракеты на стартовой площадке в сентябре 2016. 
Попытка запуска 14 марта 2017 года была остановлена за 38 минут до старта из-за неблагоприятных погодных условий (сильный ветер).
Запуск состоялся 16 марта 2017 года в 06:00 UTC со стартового комплекса LC-39A, расположенного на территории Космического центра имени Кеннеди на острове Мерритт, Флорида возле мыса Канаверал. Спустя 34 минуты спутник был выведен на целевую геопереходную орбиту. Из-за высокой массы спутника, посадка первой ступени ракеты-носителя Falcon 9 не проводилась. Ракета использовалась в одноразовой конфигурации (без посадочных опор, решётчатых рулей и остального необходимого оборудования).

После достижения геостационарной орбиты EchoStar 23 будет в течение 3 месяцев находится в точке 86,4° западной долготы, проходя тестирование, затем переместится в свою постоянную позицию 44,9°.

## Фотогалерея

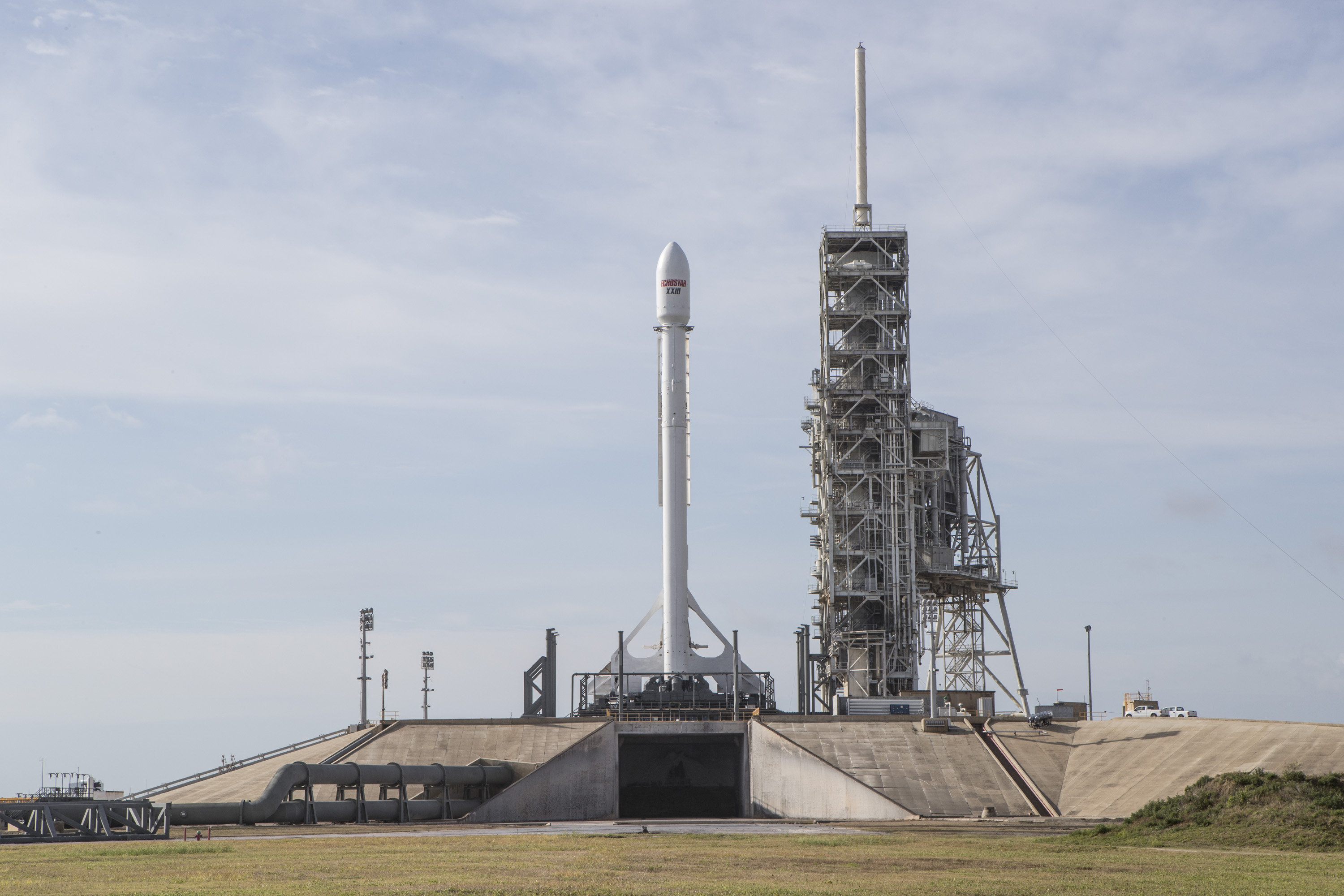
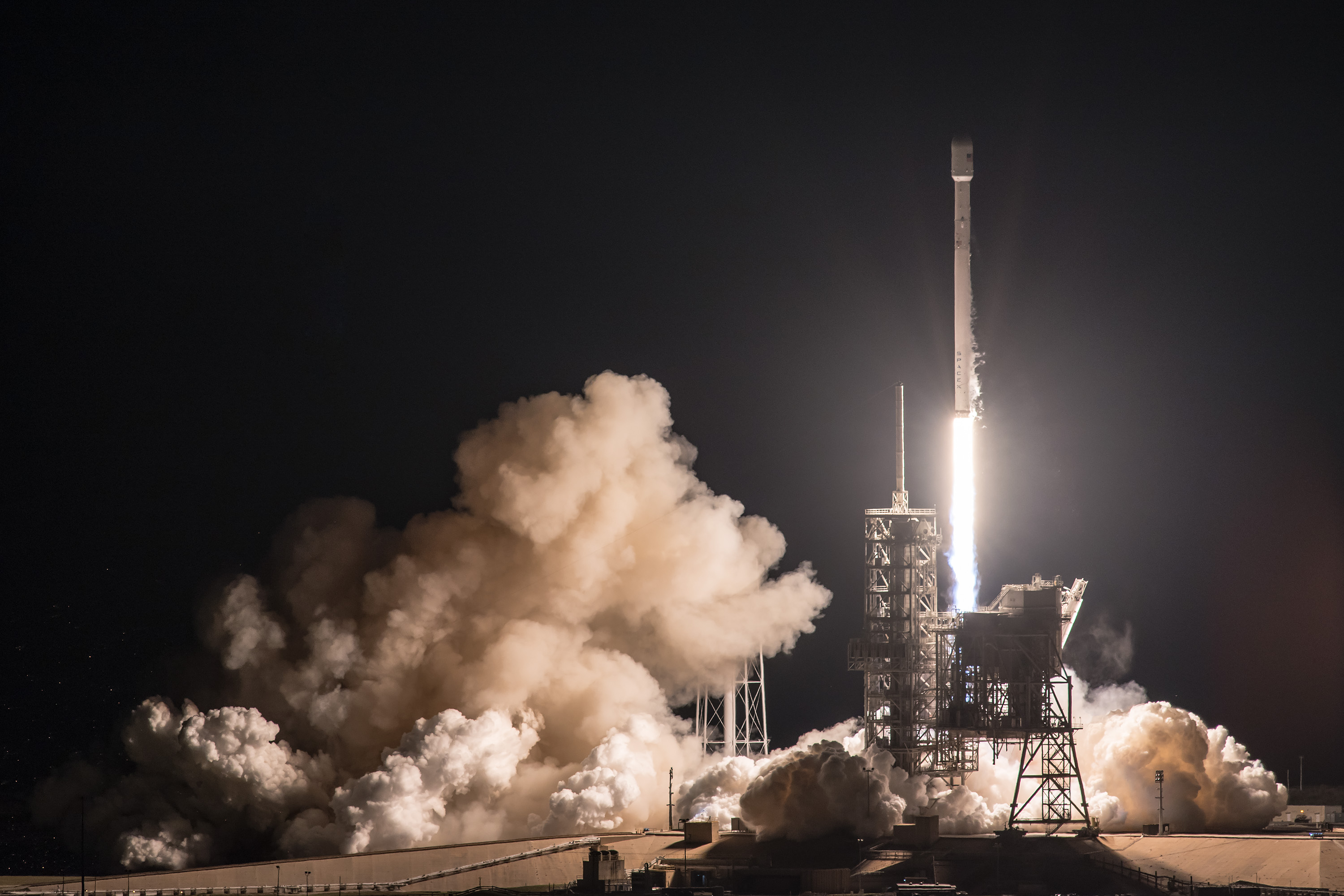
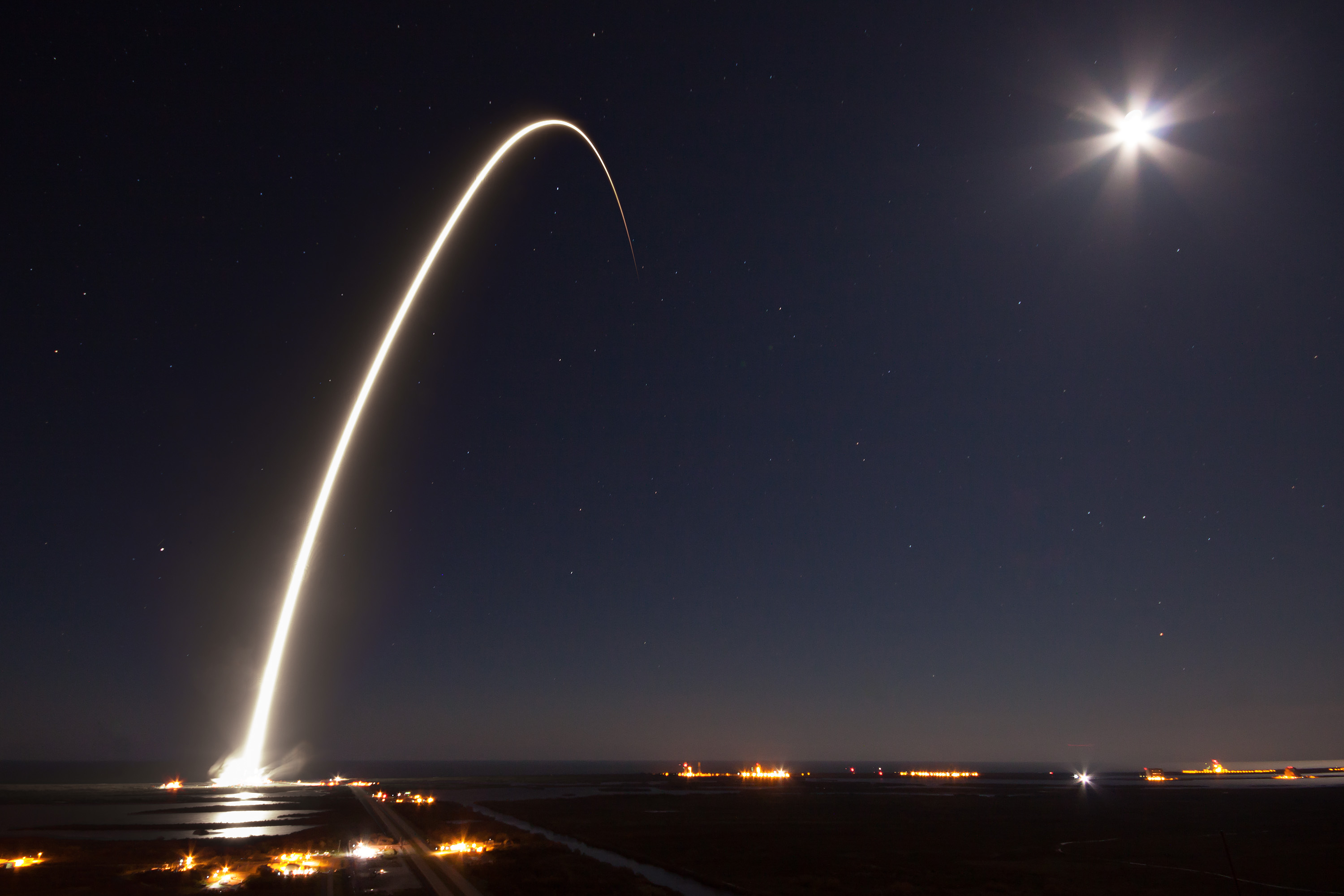

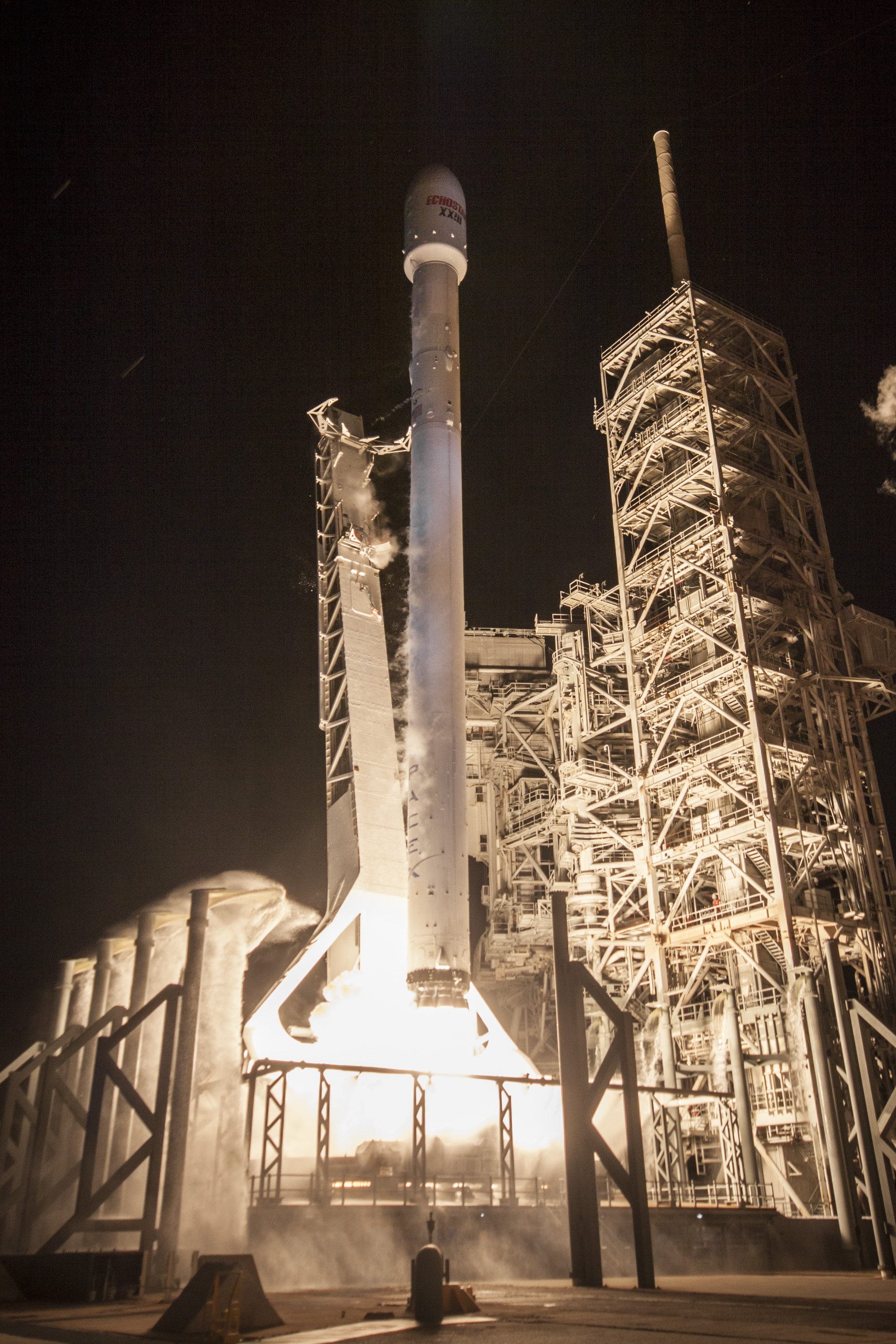
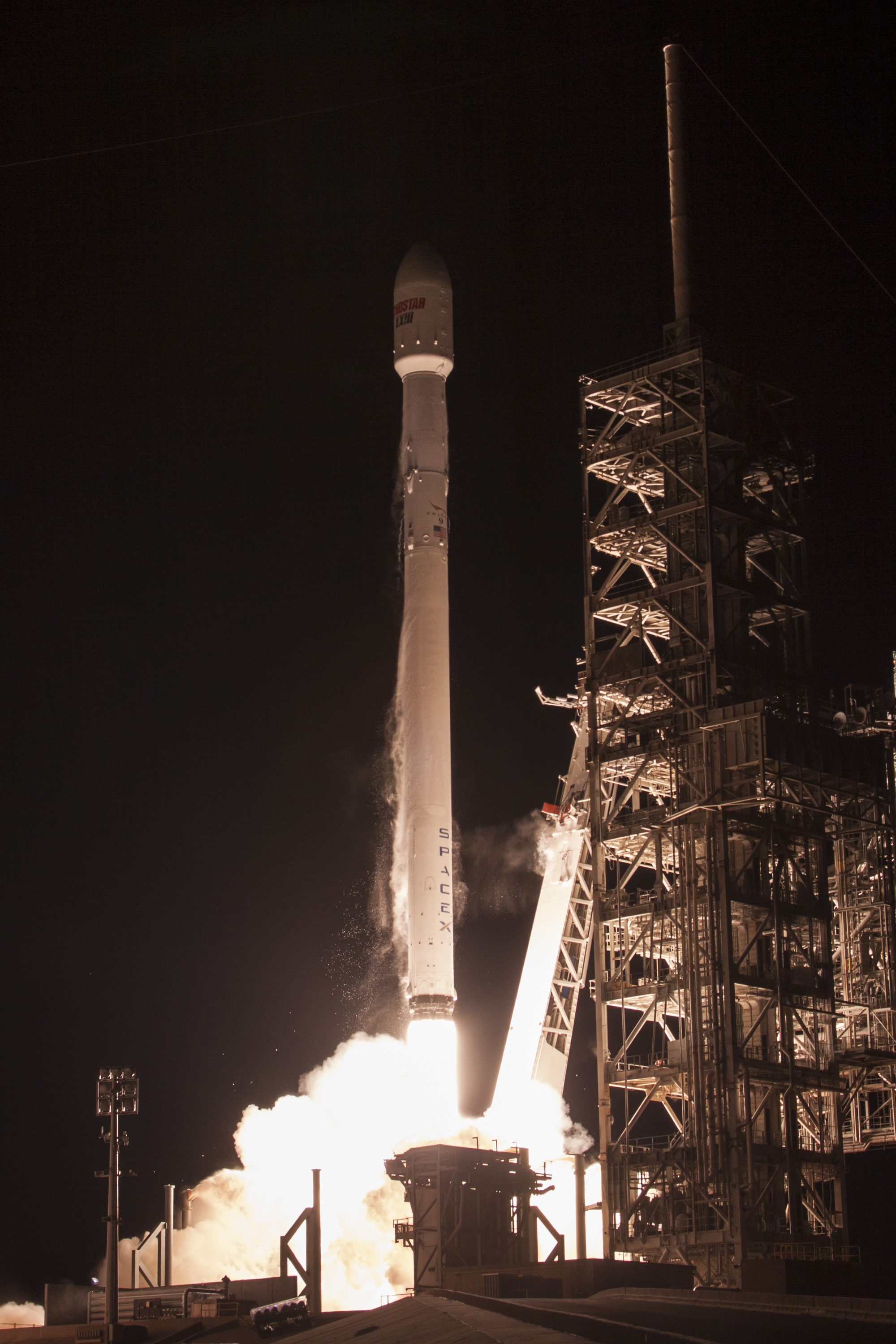
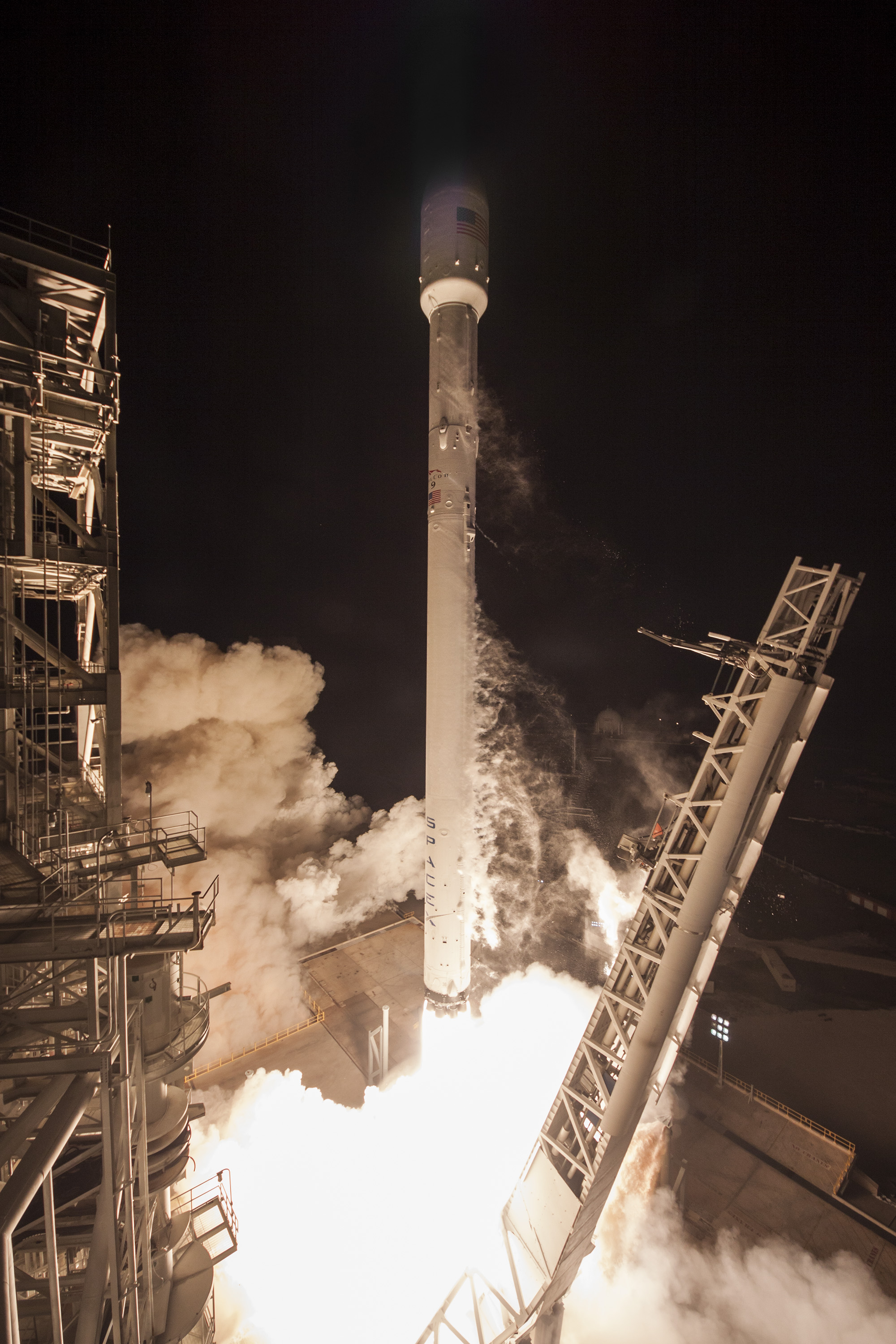
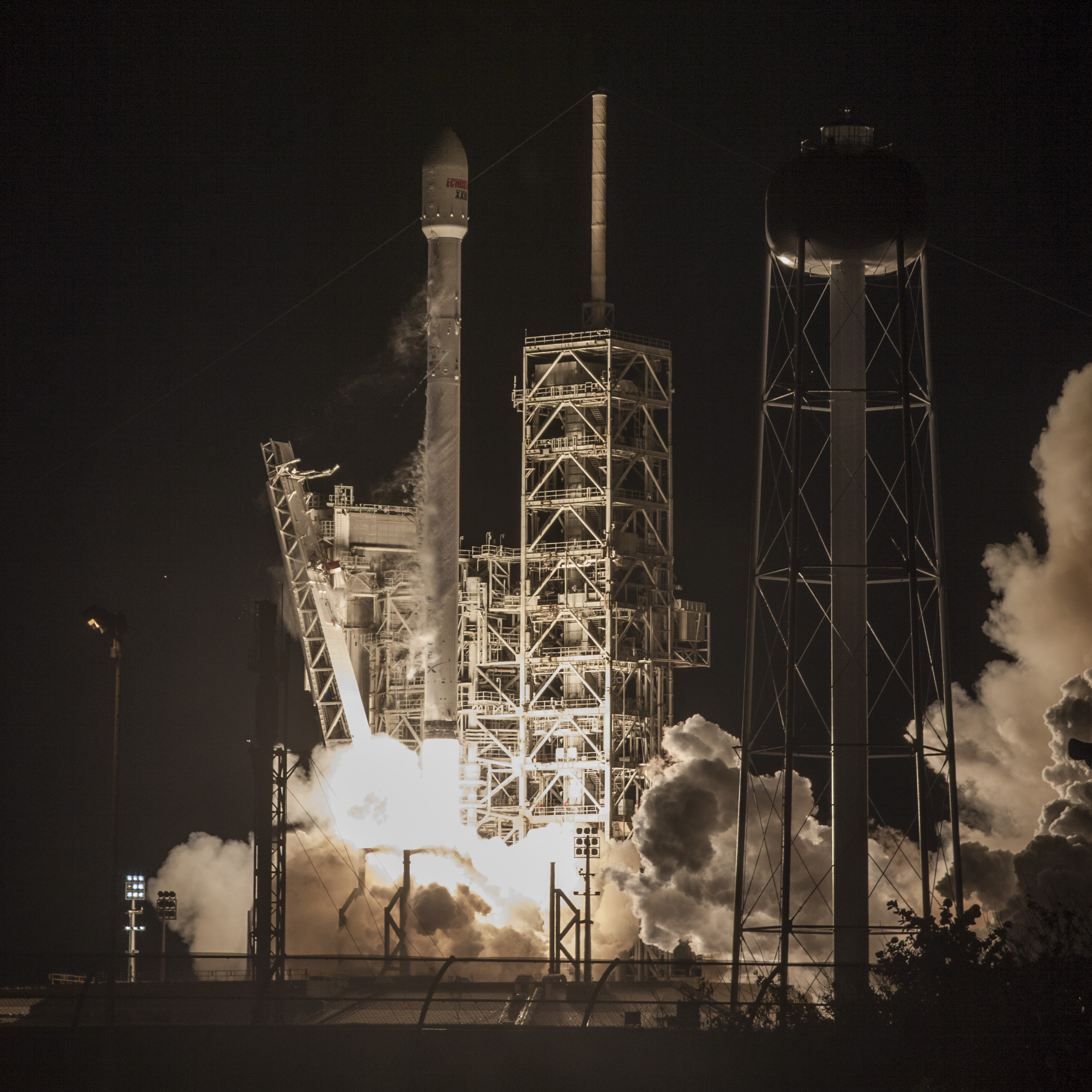
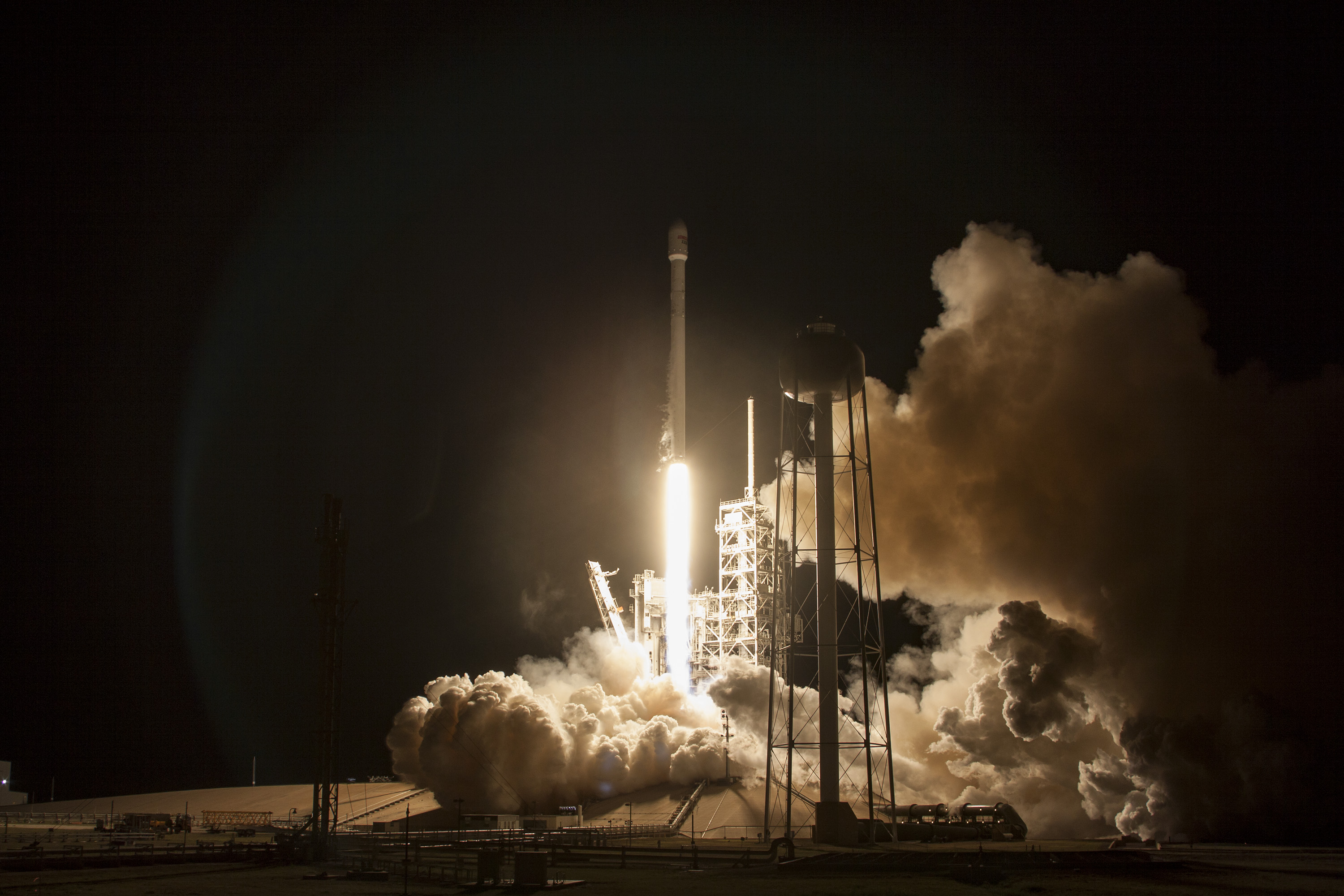